# Locomotiva kkStB 97
Le locomotive kkStB 97 erano una serie di locotender di rodiggio 0-3-0 delle Ferrovie dello Stato imperial-regie austriache (kkStB) per servizi su linee secondarie usate anche da varie ferrovie locali private.

## Storia
Le locomotive, di piccole dimensioni, vennero costruite da diverse fabbriche austriache di locomotive tra 1878 e 1911 fino a raggiungere il numero totale di 228 unità.
Nel corso del lungo arco di tempo di costruzione vennero apportate varianti strutturali che interessarono la cabina, le valvole di sicurezza e la dimensione delle sabbiere. 
Dopo la prima guerra mondiale gran parte delle macchine rimase in Cecoslovacchia, altre andarono in Jugoslavia, Italia, Polonia e Romania. Le Ferrovie dello Stato cecoslovacche CSD immatricolarono 133 locomotive come gruppo 310,0. La polacca PKP nella serie TKh12, la jugoslava JDZ come gruppo 150 e l'italiana FS come gruppo 822. Alle BBÖ rimasero 31 unità delle quali 19, dopo l'annessione dell'Austria nel 1938 vennero incorporate nel parco Deutsche Reichsbahn come 98.7011-7028.

## Caratteristiche
Le locomotive erano di concezione molto semplice, a vapore saturo, a 2 cilindri e semplice espansione. La distribuzione era del tipo Allan

## Locomotive "tipo 97" preservate (elenco parziale)
| Fabbrica          | Numero e anno di fabbr. | Numero di immatricolazione              | Ferrovia proprietaria      | Stato del rotabile | Luogo                              |
| Wiener Neustädter | 2782/1883               | 97.02                                   | ČSD 310.001                |                    | Olomouc                            |
| Wiener Neustädter | 2371/1879               | 97.20                                   | ČSD 310.006                |                    | Museo ferroviario Jaroměř          |
| StEG              | 2352/1893               | 97.69                                   | JŽ 150-003 (ex FS 822.001) |                    | Museo ferroviario Lubiana          |
| StEG              | 2404/1894               | 97.73                                   | BBÖ 97.73                  |                    | Museo ferroviario Strasshof        |
| Floridsdorf       | 1002/1896               | 97.98                                   | ČSD 310.037                | ?                  | Museo ferroviario Lužná (Rakovník) |
| Krauss di Linz    | 4093/1899               | 97.161                                  | ČSD 310.072                | ?                  | Plzeň                              |
| Wiener Neustädter | 1295/1899               | 97.167                                  | ČSD 310.076                |                    | České Budějovice                   |
| BMMF              | 63/1901                 | 97.194                                  | ČSD 310.093                |                    | České Budějovice                   |
| BMMF              | 67/1901                 | 97.198                                  | ČSD 310.097                |                    | Museo ferroviario Bratislava       |
| BMMF              | 74/1902                 | 97.206                                  | ČSD 310.0102               |                    | Přerov                             |
| Krauss di Linz    | 4776/1902               | 97.214                                  | ČSD 310.0107               |                    | Museo ferroviario Bratislava       |
| BMMF              | 108/1903                | 97.227                                  | ČSD 310.0118               | ?                  | Nemzeti Műszaki Múzeum di Praga    |
| Krauss di Linz    | 5128/1904               | 97.234                                  | ČSD 310.0123               | ?                  | Bratislava                         |
| Krauss di Linz    | 6322/1910               | 97.254                                  | PKP Tkh12.12               | ?                  | Bergbaumuseum Tarnowskie Góry      |
| BMMF              | 482/1913                | N.1 "LITOVEL", Littau–Groß Senitz (HÉV) | ČSD 310.0134               | ?                  | Turnov                             |
| Krauss di Linz    | 3822/1898               | 97.152                                  | ÖBB 69.02                  |                    | Museo ferroviario Strasshof        |